# Листопад в пору літа
Листопад в пору літа (азерб. Yay Gününün Xəzan Yarpaqları) — радянський художній фільм 1986 року.

## Сюжет
Талановитий педагог Шамсі приїжджає в важкодоступне гірське селище Дашдатюк, де стає директором місцевої школи. Переживаючи за те, з якими знаннями учні вийдуть зі школи, він напередодні закінчення шкільних занять вирішує провести директорську контрольну, що викликає протести як батьків так і начальства. Йому вдається зробити величезний моральний вплив на учнів і залишитися при своєму намірі, але якою ціною йому варто це зробити, коли наперекір герою фільму йде власна сім'я.

## У ролях
- Сіявуш Аслан — Шамсі
- Ашраф Кулієв — Муса
- Шахмар Гарібов — Казим
- Яшар Нурі — Різван
- Ельчін Ефендієв — Ялчін
- Айгюль Ісмаїлова — Гюльчохра
- Ельнур Мамедов — Курбан
- Натіг Абдуллаєв — Шахріяр
- Рафаель Дадашев — інспектор РВНО
- Гаджи Ісмайлов — бухгалтер
- Наджиба Гусейнова— Наргіз
- Рафік Керімов — Латіф
- Аміна Юсіф кизи — Фіруза
- Гамбар Юсіфов — Ісфандіяр

## Знімальна група
- Режисер — Тофік Ісмайлов
- Сценарист — Асім Джалілов
- Оператор — Валерій Керімов
- Композитор — Ельдар Рустамов
- Художник — Надір Зейналов